# Lara Fabian (album)
Albums de Lara Fabian
Carpe Diem
(1994)
Lara Fabian est le premier album de Lara Fabian sorti en 1991 au Canada et huit ans plus tard en Europe francophone sur le label Polydor/PolyGram.

## Liste des titres
| No  | Titre                                                   | Paroles                     | Musique                     | Durée |
| --- | ------------------------------------------------------- | --------------------------- | --------------------------- | ----- |
| 1.  | Qui pense à l'amour                                     | Rick Allison, Lara Fabian   | Rick Allison                | 4:29  |
| 2.  | Les murs                                                | Franck Olivier              | Franck Olivier              | 4:23  |
| 3.  | Pourquoi pas l'exotisme ? (That's Just The Way Love Is) | Stan Meissner, Seth Swirsky | Stan Meissner, Seth Swirsky | 4:22  |
| 4.  | Je m'arrêterai pas de t'aimer                           | Lara Fabian                 | Lara Fabian                 | 2:43  |
| 5.  | Le jour où tu partiras                                  | Franck Olivier              | Franck Olivier              | 3:34  |
| 6.  | Simplement                                              | Franck Olivier              | Franck Olivier              | 3:21  |
| 7.  | Réveille-toi brother                                    | Lara Fabian                 | Rick Allison, Marc Langis   | 4:19  |
| 8.  | Dire                                                    | Lara Fabian                 | Rick Allison                | 4:06  |
| 9.  | Il suffit d'un éclair (When I Look In Your Eyes)        | Stan Meissner               | Stan Meissner               | 4:13  |
| 10. | Croire                                                  | Alain Garcia                | Jacques Cardona             | 2:44  |

Le titre Croire n'est pas inclus sur le premier pressage canadien sorti en 1991 chez JILL RECORDS. En revanche, ce pressage contient un titre exclusif, il s'agit de la chanson Je sais duo entre Lara Fabian et Franck Olivier. Le deuxième pressage de cet album au Canada (GAM distribution) ne contient que 9 titres. Le duo Je sais étant supprimé du track listing. La chanson Croire n'y étant pas encore intégrée.

## Charts et certifications
| Pays                | Meilleure position | Certification |
| ------------------- | ------------------ | ------------- |
| Belgique (Wallonie) | -                  |               |
| Canada              | –                  |               |
| France              | -                  |               |

## Production
- Canada 1er pressage en CD référence JIL RECORDS 5549.03402.2 - distribution MUSICOR - date de sortie : 1991
- Canada 2e pressage en CD référence Arpège Musique 77669309022 - distribution GAM - date de sortie : 1991
- France et  Belgique en CD - date de sortie 1999